# Маев, Николай Александрович
Никола́й Алекса́ндрович Ма́ев (21 февраля (5 марта) 1835 — 2 (14) января 1896) — русский писатель, журналист; генерал-майор, участник Среднеазиатских походов.

## Биография
Родился в Санкт-Петербурге. Учился во 2-й Петербургской гимназии. По окончании курса в 1854 году, поступил подпрапорщиком в лейб-гвардии Павловский полк, принимал участие в Крымской кампании и, произведённый в офицеры лейб-гвардии Гренадерского полка, наряду с военной службой начал помещать статьи по истории и географии России в журналах «Народное Чтение», «Грамотей», «Мирской Вестник» и «Чтение для солдат», причем с 1861 г. был помощником редактора при двух последних журналах.
По завоевании Туркестана, Маев покинул Петербург и поселился в Ташкенте, где с 1869 г. занял должность редактора «Туркестанских ведомостей». С этой поры началась его научная деятельность в мало исследованном крае. Кроме важного исполнения редакторских обязанностей, он принял участие в Хивинском походе 1873 г. и несколько раз предпринимал путешествия по Средней Азии, в 1875 г. открыл Гиссарскую горную страну, до тех пор неизвестную географам. Во время путешествий ему удалось собрать обширные коллекции по ботанике и зоологии, замечательные по новым видам растений и животных. Часть этих коллекций была пожертвована им Московскому университету.
Вместе с энергичной деятельностью путешественника и ученого-собирателя Маев соединял непрерывные литературные занятия. Сверх многочисленных статей в «Туркестанских Ведомостях», ему принадлежали: «Путеводитель от Петербурга до Ташкента» (1870 г.), «Орфография Европейской России» («Журнал Министерства Народного Просвещения», 1870 г.), «Топографический очерк Туркменского края» (1872 г.), статьи в «Туркестанском Ежегоднике» (т. II, III и IV), «Географический очерк Гиссарского края» («Известия Императорского Географического Общества», 1876 г., вып. IV), «Рекогносцировка горных путей в Бухарском ханстве» (1879 г.), «Туркестанская выставка» (1886 г.) и др.
4 ноября 1892 года вышел в отставку генерал-майором, последние несколько лет жил в Санкт-Петербурге, состоя действительным членом Географического Общества и непременным членом Московского Общества Любителей Естествознания, Антропологии и Этнографии.
Николай Александрович Маев умер 2 (14) января 1896 года. Похоронен на Смоленском евангелическом кладбище.

## Награды
- Орден Св. Станислава 3-й ст. (1873)
- Орден Св. Станислава 2-й ст. с мечами (1874)
- Орден Св. Владимира 4-й ст. с мечами и бантом (1874)
- Орден Св. Анны 2-й ст. с мечами (1876)
- Орден Св. Владимира 3-й ст. (30 августа 1885)